# Unité urbaine de Fécamp
L'unité urbaine de Fécamp est une unité urbaine française centrée sur la commune de Fécamp, port de la Seine-Maritime au cœur de la cinquième unité urbaine de ce département.

## Données générales
Dans le zonage réalisé par l'Insee en 2010, l'unité urbaine était composée de deux communes, tout comme dans le zonage de 1999.
Dans le nouveau zonage réalisé en 2020, elle est composée des deux mêmes communes.
En 2022, avec 19 660 habitants, elle représente la 6e unité urbaine du département de la Seine-Maritime et occupe le 18e rang dans la région Normandie.

## Composition de l'unité urbaine en 2020
Elle est composée des deux communes suivantes :
| Nom                   | Code Insee | Département    | Statut       | Superficie (km2) | Population (dernière pop. légale) | Densité (hab./km2) | Modifier                                    |
| --------------------- | ---------- | -------------- | ------------ | ---------------- | --------------------------------- | ------------------ | ------------------------------------------- |
| Fécamp (ville-centre) | 76259      | Seine-Maritime | ville-centre | 15,07            | 17 961 (2022)                     | 1 192              | modifier les données · modifier les données |
| Saint-Léonard         | 76600      | Seine-Maritime | banlieue     | 11,92            | 1 699 (2022)                      | 143                | modifier les données · modifier les données |

## Évolution démographique
| 1968   | 1975   | 1982   | 1990   | 1999   | 2008   | 2013   | 2019   |
| ------ | ------ | ------ | ------ | ------ | ------ | ------ | ------ |
| 22 801 | 23 537 | 23 096 | 22 488 | 22 717 | 21 262 | 21 194 | 19 750 |

#### Données générales
- Unité urbaine
- Aire d'attraction d'une ville
- Aire urbaine (France)
- Liste des unités urbaines de France

#### Données démographiques en rapport avec l'unité urbaine de Fécamp
- Aire d'attraction de Fécamp
- Arrondissement du Havre

#### Données démographiques en rapport avec la Seine-Maritime
- Démographie de la Seine-Maritime